# Lidia Kopania

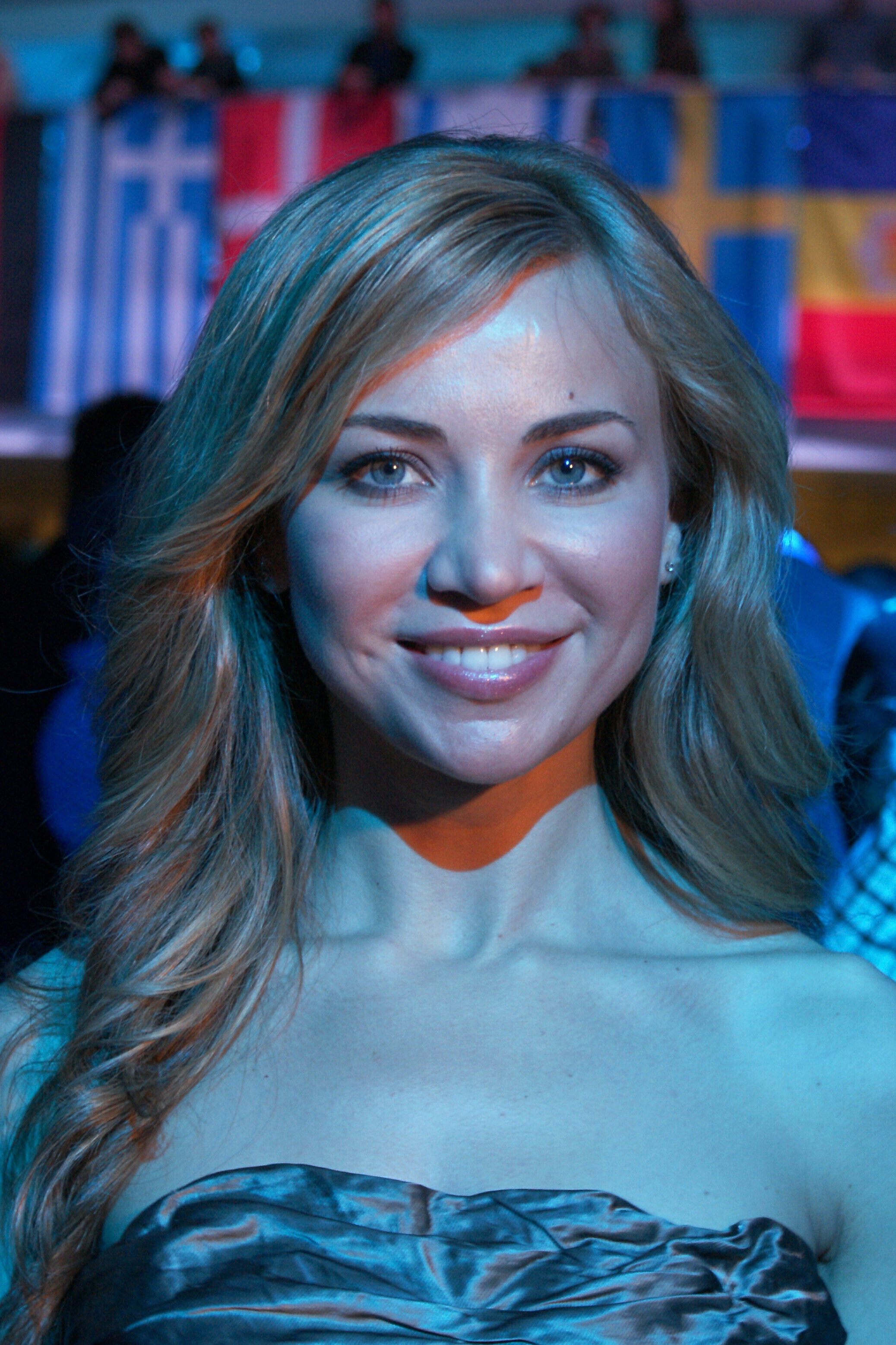
Lidia Kopania

Lidia Kopania-Przebindowska (n. 12 mai 1978, Koluszki, voievodatul Łódź, Polonia) este o cântăreață poloneză. A reprezentat Polonia la Concursul Muzical Eurovision în 2009 cântând piesa „I Don't Wanna Leave”.

## Discografie

### Albume
- 2006: „Intuicja”
- 2008: „Przed świtem”

### Singleuri
- 1998: „Niezwykły dar”
- 2006: „Sleep”
- 2006: „Hold On”
- 2007: „Twe milczenie nie jest złotem”
- 2008: „Tamta łza”
- 2008: „Rozmawiać z tobą chce”
- 2009: „I Don't Wanna Leave”